# Rentrez chez vous, les singes !
Pour plus de détails, voir Fiche technique et Distribution.
Rentrez chez vous, les singes ! (Monkeys, Go Home!) est un film américain de Andrew McLaglen sorti en 1967.

## Synopsis
Hank Dussard est le nouveau propriétaire d'une oliveraie. Il décide d'employer des chimpanzés pour la récolte ce qui provoque la colère des autres travailleurs. Hank parvient à gagner la confiance de la ville avec l'aide du Père Sylvain et de sa voisine Maria Riserau.

## Fiche technique
- Titre original : Monkeys, Go Home!
- Titre français : Rentrez chez vous, les singes !
- Réalisation : Andrew McLaglen assisté de Tom Leetch
- Scénario : Maurice Tombragel d'après The Monkeys de G. K. Wilkinson
- Dialogue : Flora Duane
- Photographie : William E. Snyder
- Montage : Marsh Hendry
- Direction artistique : Carroll Clark, John B. Mansbridge
- Décors : Emile Kuri, Frank R. McKelvy
- Costume : Bill Thomas (conception), Chuck Keehne, Neva Rames
- Musique : Robert F. Brunner
  - Orchestration : Cecil A. Crandall
  - Montage : Evelyn Kennedy
  - Chanson : Richard M. Sherman et Robert B. Sherman (Joie de Vivre)
- Effets Visuels : Peter Ellenshaw, Jim Fetherolf
- Coiffure : La Rue Matheron
- Maquillage : Pat McNalley
- Dresseur animalier : Stewart Raffill
- Technicien du son : Robert O. Cook (supervision), Robert Post (mixeur)
- Producteur : Walt Disney, Louis Debney (assistant producteur), Ron Miller (coproducteur)
- Société de production : Walt Disney Productions
- Société de distribution : Buena Vista Distribution Company
- Pays d'origine : États-Unis
- Format : Couleurs - 1,75:1 - Mono - 35 mm
- Durée : 101 minutes
- Date de sortie : 2 février 1967, sortie nationale 21 février 1967[1]

Sauf mention contraire, les informations proviennent des sources concordantes suivantes : Leonard Maltin, Dave Smith et IMDb

## Distribution
- Maurice Chevalier : Le père Sylvain
- Dean Jones : Hank Dussard
- Yvette Mimieux : Maria Riserau
- Bernard Woringer : Marcel Cartucci
- Clément Harari : Emile Paraulis
- Yvonne Constant : Yolande Angelli
- Marcel Hillaire : Le maire Gaston Lou
- Jules Munshin : Monsieur Piastillio
- Alan Carney : Grocer
- Maurice Marsac : Fontanino
- Darlene Carr : Sidoni Riserau

Source : Leonard Maltin, Dave Smith et IMDb

## Sorties cinéma
Sauf mention contraire, les informations suivantes sont issues de l'IMDb.
- États-Unis : 2 février 1967 (première), 8 février 1967
- Royaume-Uni : 28 mai 1967
- Finlande : 1er mars 1968
- Danemark : 15 mars 1969
- Suède : 16 mai 1969

## Origine et production
Rentrez chez vous, les singes ! est un film qui tente de poursuivre sur le succès de Tommy Kirk et des singes comme dans Les Mésaventures de Merlin Jones (1964) et sa suite Un neveu studieux (1965) mais avec comme avec en vedette un autre acteur du studio Disney, Dean Jones. Le scénario est inspiré de The Monkeys de G. K. Wilkinson. Le réalisateur Andrew McLaglen réalise ici son premier film après des séries pour la télévision et quelques westerns comme Le Grand McLintock (1963) ou Les Prairies de l'honneur (1965). Le scénario de Maurice Tombragel, à l'œuvre sur Un pilote dans la Lune (1962) a inspiré McLaglen qui a filmé des scènes où de nombreux singes mangent une énorme quantité de bananes, déguisés en fantômes ou brandissant des pancartes.
Le film a été tourné dans les studios Disney à Burbank dans la zone nommée Zorro Backlot où avait été tournée à la fin des années 1950 la série télévisée Zorro, rethématisée pour l'occasion,. Une oliveraie a été plantée à proximité de l'Animation Building pour le tournage et supprimée plusieurs années plus tard lors d'un agrandissement du studio. Cette zone fut détruite et remplacée en 1997 par le Frank Wells Building.
Pour le rôle du père Sylvain, Walt Disney persuade Maurice Chevalier de sortir de sa retraite cinématographique et l'acteur français accepte. Lors du tournage, la jeune actrice Darlene Carr chantonnait dans le studio et est remarquée par les frères Sherman qui lui proposent d'enregistrer une version de démonstration de la chanson My Own Home de Shanti pour Le Livre de la jungle (1967). Sa prestation impressionne Walt Disney qui la prend pour le rôle de la jeune fille.

## Sortie et accueil
Le film sort en salles le 2 février 1967. Vincent Canby du New York Times qui a assisté au film avec un public composé d'enfants écrit que plus il y avait de singes à l'écran plus les jeunes étaient contents. William Pepper du World Journal Tribune écrit lui que « les producteurs et réalisateurs du film sont partis avec l'idée que si un singe à l'écran est mignon alors un quartet de singes devrait l'être quatre fois plus. Ils devaient être convaincus de cela. » Pepper indique qu'en raison du tournage en Californie, il est inutile de s'attendre à voir des décors français, seulement des singes au premier plan.
Le film a été diffusé en deux épisodes dans l'émission The Wonderful World of Disney les 15 et 22 novembre 1970 sur NBC. Le film a été édité en vidéo en 1987.

## Analyse
Pour Leonard Maltin, le scénario a été conçu « pour faire apparaître le plus de singes possible et tant pis pour l'histoire. »  Maltin ajoute que si on n'aime pas les singes autant passer son chemin car même la chanson des frères Sherman chantée par Maurice Chevalier n'est pas mémorable.